# ديف ماكديرموت
ديف ماكديرموت (بالإنجليزية: Dave McDermott)‏ هو رسام أمريكي، ولد في 1974 في سانتا كروز في الولايات المتحدة.